# غفلية
الغفلية (باللغة الإنجليزية: Anonymat) وتعني نشر الكتاب مع إبقاء اسم المؤلف طي الكتمان، وكان هذا الأسلوب شائعًا عند بعض الكتاب في العصور القديمة (القرون الوسطى)، بيد أنه تراجع إلى الوراء في عصر النهضة في مرحلة نمو الفردية واعتزاز المؤلف بلقب الأديب.

## استخدام الغفلية
كان المؤلف يلجأ إلى الغفلية والأسماء المستعارة إضافة إلى نعوتات زائفة وإخفاء مكان النشر في القرنين السابع عشر والثامن عشر ليفلت من وطأة الرقابة آنذاك، ومن الأمثلة على ذلك فولتير الذي كان يستعمل الغفلية والاسم المستعار ببراعة مثيرة. وأيضًا الفيلسوف ديديرو له مصنف متعدد الموضوعات  غير عابئ بتوقيع اسمه، رضي أن يذوب في جماعة الموسوعيين.
وقد تستخدم الغفلية لتجريب مهارة الكتابة بأنواعها فكان الشاعر يكتب قصائد غنائية ويحتمي خلف الغفلية ليجرب هذا النوع من الكتابة. أو تكون الغفلية وسيلة لإثارة فضول الجمهور، فهي بمثابة خدعة يستخدمها الناشر لجذب انتباه الجمهور باتباع سياسة الألغاز.
فستر هوية الكاتب أو إخفائها من خلال الغفلية أو الأسماء المستعارة أو من خلال تبعية الأسماء فهيه ضوابط سلبية متنوعة لاسم المؤلف، خاضعة لضروريات الواقع، ولوضع الكاتب المتبدل عبر التاريخ. 